# ベン・リビア
- ベン・レベア
- ベン・リベリー
- ベン・レベリー

ベン・ダニエル・リビア（Ben Daniel Revere, 1988年5月3日 - ）は、アメリカ合衆国ジョージア州アトランタ出身のプロ野球選手（外野手）。右投左打。現在はフリーエージェント。愛称はレビ。
発音表記ではレビアー(reh-VEER)となっている。尚、リベリー表記はスペイン語読みだが、本人はアフリカ系アメリカ人で中南米系ではないので、こちらの読み方では呼ばれない。

## 経歴

### プロ入り前
ジョージア州アトランタに生まれ、後にケンタッキー州へ移る。高校時代は通算で打率.487、28本塁打、91盗塁をマークし、2年連続でケンタッキー州の最優秀高校生選手に選ばれた。

### プロ入りとツインズ時代

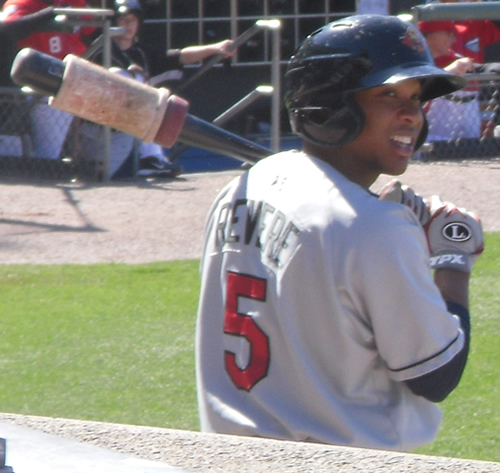
AAA級ロチェスター時代のリビア (2011年)

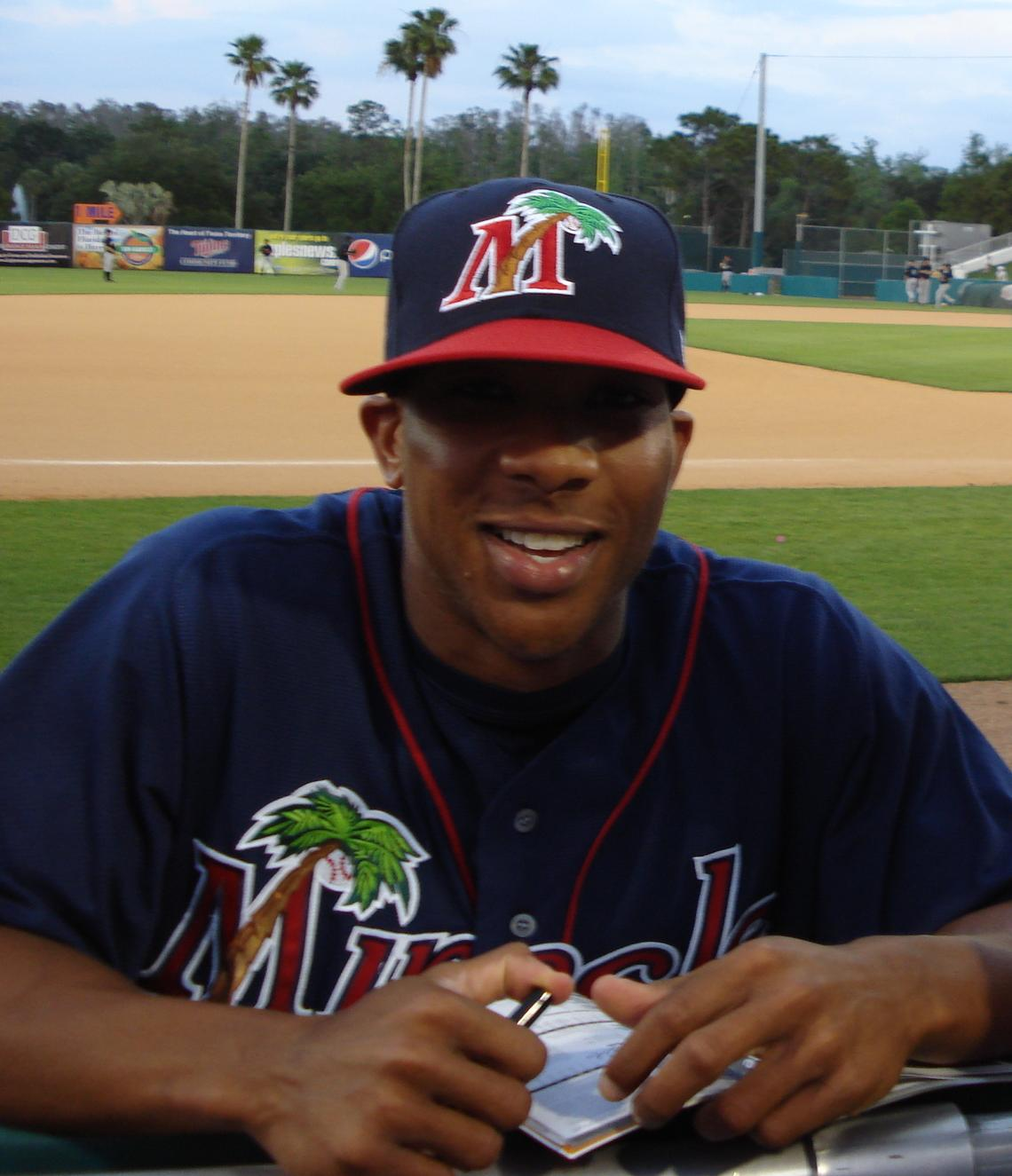
A+級フォートマイヤーズ時代

2007年のMLBドラフト1巡目（全体28位）でミネソタ・ツインズに指名され、入団。ドラフト前の予想では、リビアは3～4巡目での指名が有力視されていたため、ツインズが高額の契約金を嫌って、安価で済むリビアを指名したのでなかいかという声も上がった。事実、リビアの契約金75万ドルは2000年以降の1巡目指名選手では最少だった。ツインズはこの見方を否定し、あくまで能力の評価に基づいた指名であるとした。

#### マイナー時代
2008年にA級ベロイト・スナッパーズで打率.379、44盗塁を記録し、ミッドウェストリーグのMVPを受賞。オフには「ベースボール・アメリカ」誌から、ツインズでアーロン・ヒックスに次いで2番目の有望株に選ばれた。

#### メジャー昇格と退団まで

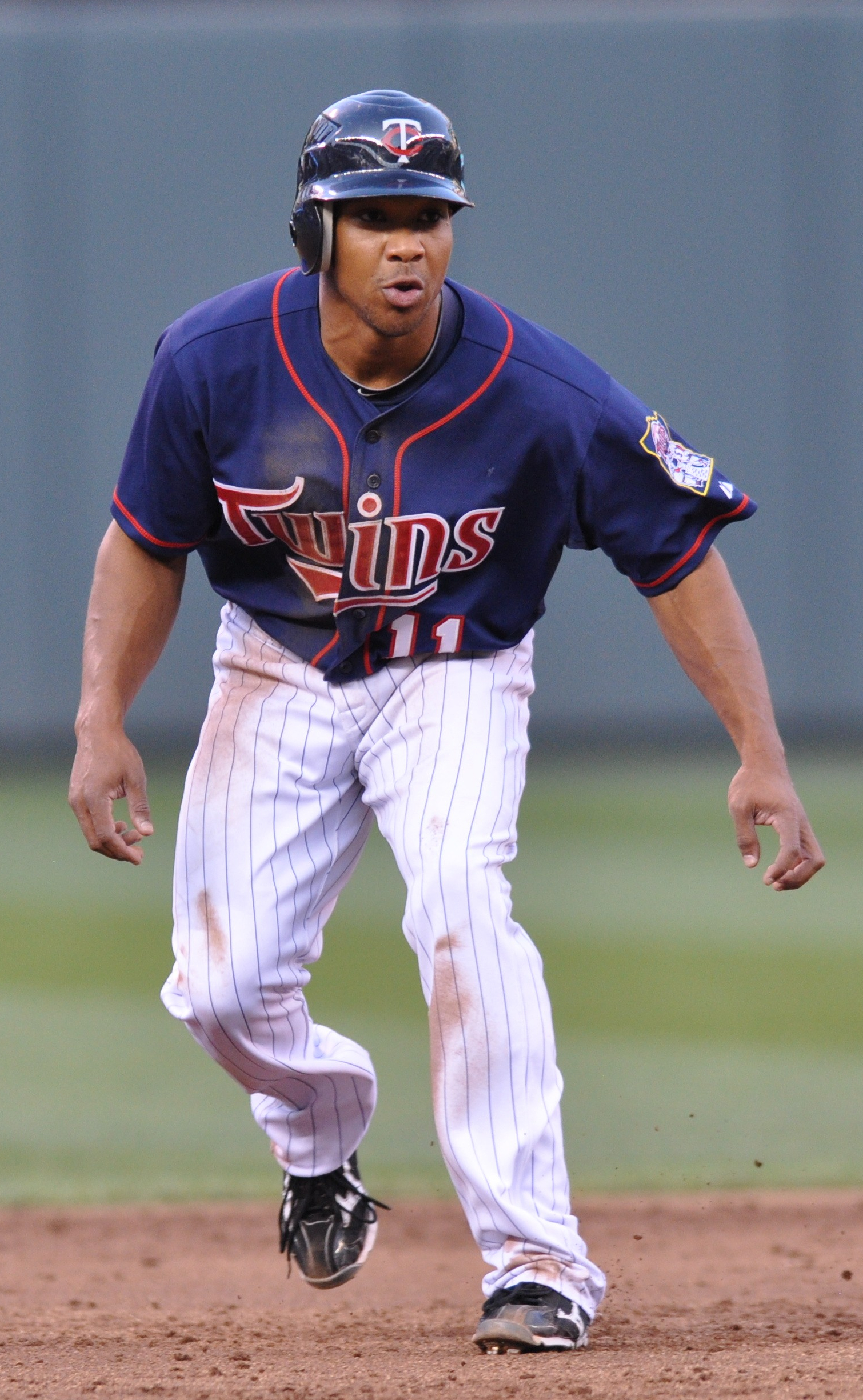
ミネソタ・ツインズ時代
(2012年6月26日)

2010年9月7日のカンザスシティ・ロイヤルズ戦でメジャーデビュー。
2011年はAAA級ロチェスター・レッドウイングスでスタートし、ジム・トーミとジェイソン・レプコの故障によって5月4日にメジャーへ昇格。その後はメジャーに定着し、「1番・中堅手」での出場機会が増えた。最終的に、117試合に出場してリーグ7位の34盗塁をマークした。7月15日のロイヤルズ戦では、三塁打を放った際に、二塁と三塁の間でバランスを崩し、宙返りをしながら三塁ベースに到達する“珍プレー”を起こし、話題になった。
2012年は40盗塁を記録した。

### フィリーズ時代

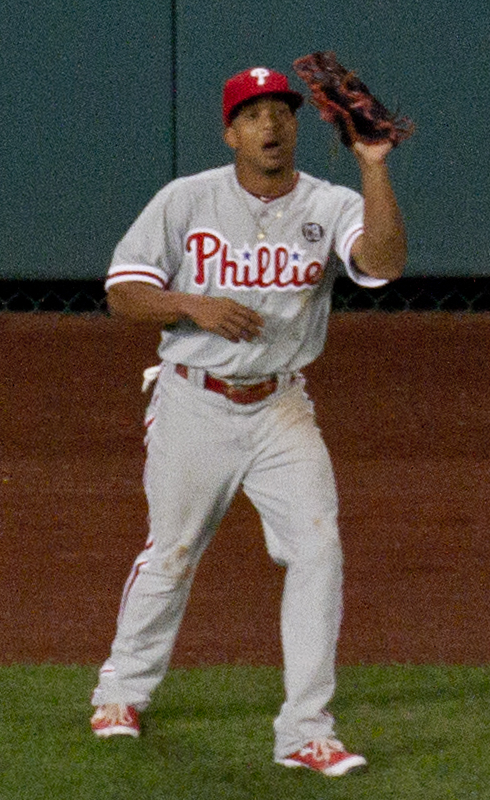
フィラデルフィア・フィリーズ時代
(2014年8月1日)

2012年12月6日にバンス・ウォーリー、トレバー・メイとの2対1のトレードで、フィラデルフィア・フィリーズへ移籍した。
2014年5月27日のコロラド・ロッキーズ戦の7回の打席でメジャー通算384試合、1466打席目において初となる本塁打を放った。同年は151試合に出場し、ナ・リーグ1位の184安打を記録。打率.306はリーグ5位、49盗塁はリーグ3位であり、トップバッターとして打線を牽引した。一方、規定打席に到達して打率.300以上を記録しながらOPS.700未満は、セイバーメトリクスが導入された1995年以降のMLBにおいて唯一となる不名誉記録。また、この年は前年に手術した右足首にボルトを埋め込んだ状態でプレーしていた。
2015年、フィリーズでは96試合に出場して打率.298、24盗塁を記録するなど、好調を維持していた。

### ブルージェイズ時代

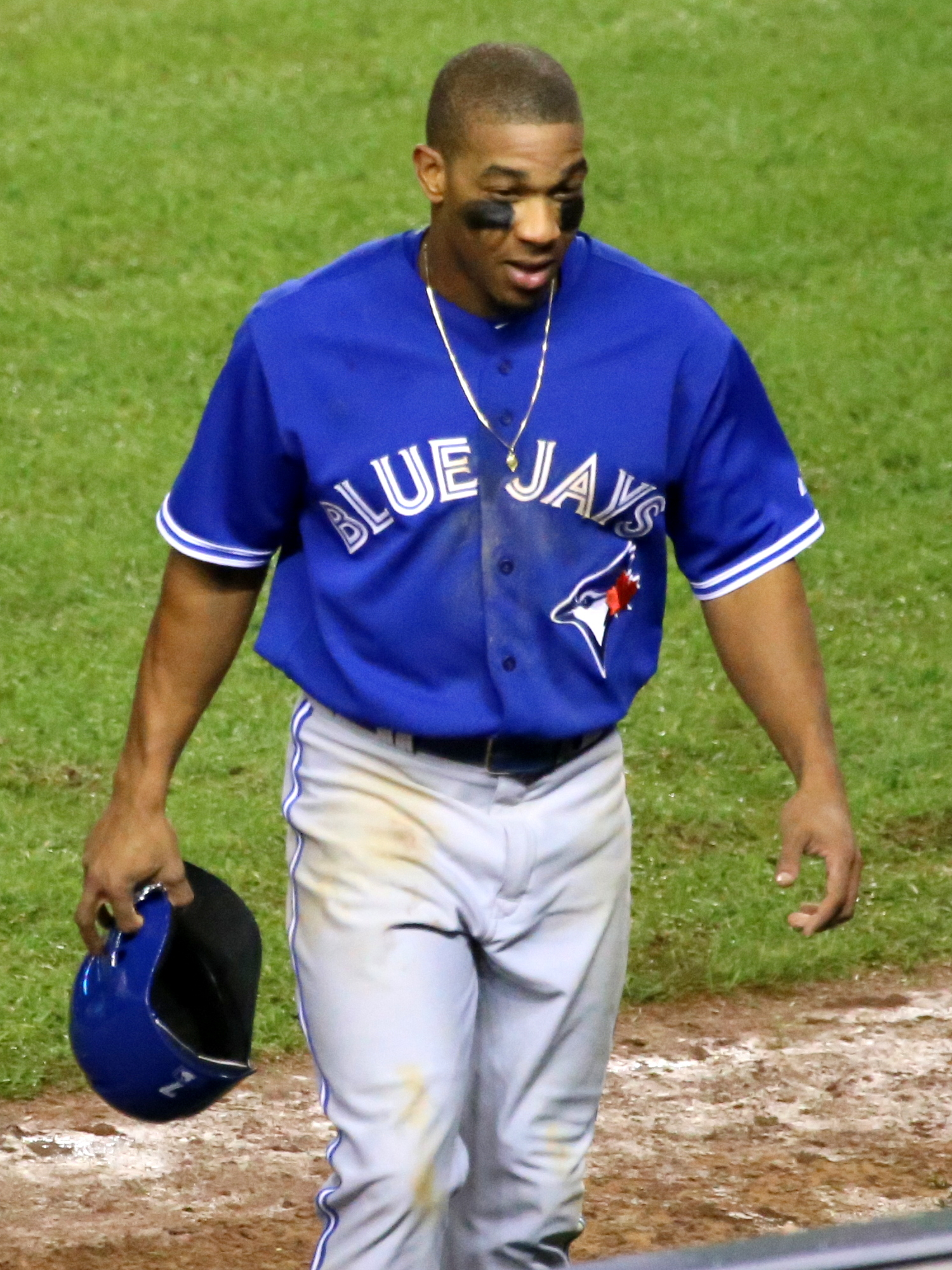
トロント・ブルージェイズ時代
(2015年9月12日)

2015年7月31日にアルベルト・ティラード、ジミー・コルデロとのトレードで、トロント・ブルージェイズへ移籍。加入後は左翼手のレギュラーとして56試合に起用され、打率.319と調子を上げた。フィリーズとの合算では152試合に出場し、3年連続.300以上となる打率.306・5年連続20盗塁以上となる31盗塁をマークした。

### ナショナルズ時代

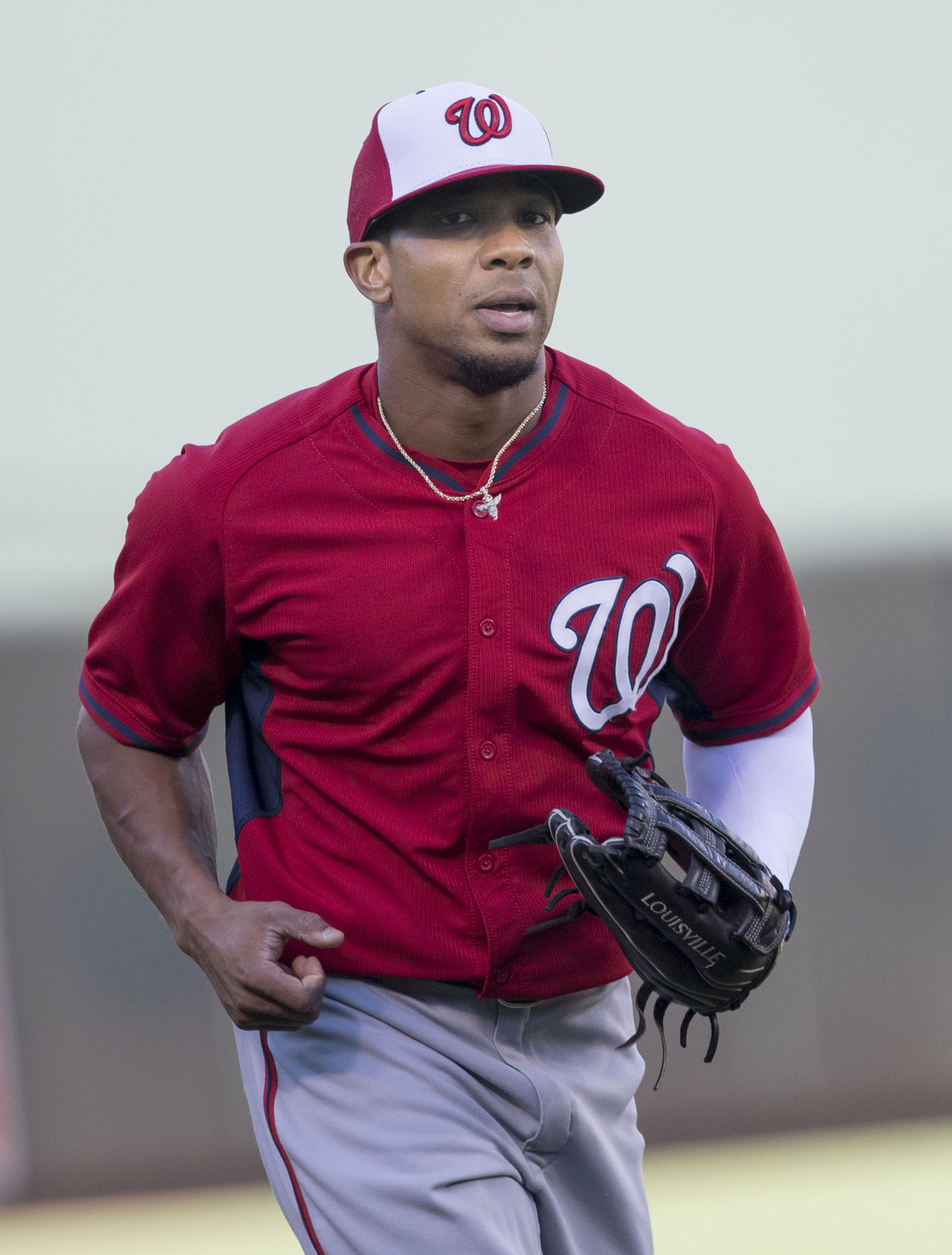
ワシントン・ナショナルズ時代
(2016年8月22日)

2016年1月9日にドリュー・ストーレンとのトレードで、ワシントン・ナショナルズへ移籍した。ナショナルズではセンターのレギュラーで起用されたが、4月7日に右の斜筋を痛めて故障者リスト入りした。同年は全体的に打撃不振で、103試合に出場したが打率.217、2本塁打、24打点、OPS0.560という成績に終わり、MLB屈指の巧打者として継続されていた連続.300以上の打率は3年でストップした。持ち前のスピードでも14盗塁に終わり、20盗塁以上は5年連続でストップした。中堅の守備は、74試合で1失策・守備率.993・DRS + 3・UZR - 0.5という、ほぼ平均に近い数値をマーク。左翼の25試合では、1失策・守備率.967・DRS - 1・UZR + 1.0という内容だった。オフの12月2日にFAとなった。

### エンゼルス時代
2016年12月23日にロサンゼルス・エンゼルスと年俸400万ドルと出来高225万ドルの1年契約を結んだ。
2017年は109試合に出場して打率.275、1本塁打、20打点、21盗塁を記録した。オフの11月2日にFAとなった。
2018年2月26日にシンシナティ・レッズとマイナー契約を結び、スプリングトレーニングに招待選手として参加することになったが、3月25日に自由契約となった。
その後、3月30日に前年所属したエンゼルスとマイナー契約を結んだ。開幕後は傘下のAAA級ソルトレイク・ビーズでプレーしていたが、7月26日に自由契約となった。

### ブルージェイズ傘下時代
2019年2月17日にテキサス・レンジャーズとマイナー契約を結んだが、3月26日に自由契約となった。
その後、4月27日にブルージェイズとマイナー契約を結んだ。5月22日に自由契約となった。

### 独立リーグ時代
2021年は、アトランティックリーグのレキシントン・レジェンズでプレーした。

## プレースタイル
身長は公称で175cmほどだが、実際にはそれよりも低いと見られており、歴代のドラフト1巡目指名選手の中でも最も身長が低い部類に入る。
パワーは無いが、マイナー通算（2011年現在）で打率.326を残しているバットコントロールと、フル出場すれば盗塁王も狙える俊足が武器。俊足を生かした内野安打も多く、2011年は全120安打の1/4以上にあたる31本が内野安打だった。中堅の守備範囲は広いものの弱肩であるため、左翼への転向案が出ていた。しかし実際にブルージェイズ、ナショナルズで左翼を守ったが、中堅よりも低い守備成績を残した。走攻守での特徴が似ていることから、フアン・ピエールとしばしば比較される。

## 詳細情報

### 年度別打撃成績
| 年 度    | 球 団    | 試 合 | 打 席 | 打 数 | 得 点 | 安 打 | 二 塁 打 | 三 塁 打 | 本 塁 打 | 塁 打 | 打 点 | 盗 塁 | 盗 塁 死 | 犠 打 | 犠 飛 | 四 球 | 敬 遠 | 死 球 | 三 振 | 併 殺 打 | 打 率 | 出 塁 率 | 長 打 率 | O P S |
| -------- | -------- | ----- | ----- | ----- | ----- | ----- | -------- | -------- | -------- | ----- | ----- | ----- | -------- | ----- | ----- | ----- | ----- | ----- | ----- | -------- | ----- | -------- | -------- | ----- |
| 2010     | MIN      | 13    | 30    | 28    | 1     | 5     | 0        | 0        | 0        | 5     | 2     | 0     | 1        | 0     | 0     | 2     | 0     | 0     | 5     | 1        | .179  | .233     | .179     | .412  |
| 2011     | MIN      | 117   | 481   | 450   | 56    | 120   | 9        | 5        | 0        | 139   | 30    | 34    | 9        | 3     | 0     | 26    | 1     | 2     | 41    | 7        | .267  | .310     | .309     | .619  |
| 2012     | MIN      | 124   | 553   | 511   | 70    | 150   | 13       | 6        | 0        | 175   | 32    | 40    | 9        | 6     | 4     | 29    | 0     | 3     | 54    | 8        | .294  | .333     | .342     | .675  |
| 2013     | PHI      | 88    | 336   | 315   | 37    | 96    | 9        | 3        | 0        | 111   | 17    | 22    | 8        | 5     | 0     | 16    | 1     | 0     | 36    | 10       | .305  | .338     | .352     | .691  |
| 2014     | PHI      | 151   | 626   | 601   | 71    | 184   | 13       | 7        | 2        | 217   | 28    | 49    | 8        | 7     | 1     | 13    | 1     | 4     | 49    | 11       | .306  | .325     | .361     | .686  |
| 2015     | PHI      | 96    | 388   | 366   | 49    | 109   | 13       | 6        | 1        | 137   | 26    | 24    | 5        | 2     | 0     | 19    | 0     | 1     | 36    | 4        | .298  | .334     | .374     | .709  |
| 2015     | TOR      | 56    | 246   | 226   | 35    | 72    | 9        | 1        | 1        | 86    | 19    | 7     | 2        | 3     | 3     | 13    | 0     | 1     | 28    | 1        | .319  | .354     | .381     | .734  |
| '15計    | TOR      | 152   | 634   | 592   | 84    | 181   | 22       | 7        | 2        | 223   | 45    | 31    | 7        | 5     | 3     | 32    | 0     | 2     | 64    | 5        | .306  | .342     | .377     | .719  |
| 2016     | WSH      | 103   | 375   | 350   | 44    | 76    | 9        | 7        | 2        | 105   | 24    | 14    | 5        | 2     | 2     | 18    | 0     | 3     | 34    | 12       | .217  | .260     | .300     | .560  |
| 2017     | LAA      | 109   | 308   | 291   | 37    | 80    | 13       | 2        | 1        | 100   | 20    | 21    | 6        | 0     | 2     | 15    | 0     | 0     | 25    | 7        | .275  | .308     | .344     | .652  |
| MLB：8年 | MLB：8年 | 857   | 3343  | 3138  | 400   | 892   | 88       | 37       | 7        | 1075  | 198   | 211   | 53       | 28    | 12    | 151   | 3     | 14    | 308   | 61       | .284  | .319     | .343     | .661  |

- 2020年度シーズン終了時
- 各年度の太字はリーグ最高

### 年度別守備成績
| 年 度 | 球 団 | 左翼（LF） | 左翼（LF） | 左翼（LF） | 左翼（LF） | 左翼（LF） | 左翼（LF） | 中堅（CF） | 中堅（CF） | 中堅（CF） | 中堅（CF） | 中堅（CF） | 中堅（CF） | 右翼（RF） | 右翼（RF） | 右翼（RF） | 右翼（RF） | 右翼（RF） | 右翼（RF） |
| 年 度 | 球 団 | 試 合      | 刺 殺      | 補 殺      | 失 策      | 併 殺      | 守 備 率   | 試 合      | 刺 殺      | 補 殺      | 失 策      | 併 殺      | 守 備 率   | 試 合      | 刺 殺      | 補 殺      | 失 策      | 併 殺      | 守 備 率   |
| ----- | ----- | ---------- | ---------- | ---------- | ---------- | ---------- | ---------- | ---------- | ---------- | ---------- | ---------- | ---------- | ---------- | ---------- | ---------- | ---------- | ---------- | ---------- | ---------- |
| 2010  | MIN   | 3          | 5          | 0          | 0          | 0          | 1.000      | 6          | 9          | 0          | 1          | 0          | .900       | 2          | 4          | 0          | 0          | 0          | 1.000      |
| 2011  | MIN   | 13         | 33         | 0          | 1          | 0          | .971       | 89         | 243        | 3          | 6          | 0          | .976       | 5          | 9          | 0          | 0          | 0          | 1.000      |
| 2012  | MIN   | 5          | 15         | 0          | 0          | 0          | 1.000      | 39         | 87         | 2          | 0          | 1          | 1.000      | 84         | 172        | 6          | 0          | 2          | 1.000      |
| 2013  | PHI   | -          | -          | -          | -          | -          | -          | 87         | 220        | 6          | 2          | 3          | .991       | -          | -          | -          | -          | -          | -          |
| 2014  | PHI   | -          | -          | -          | -          | -          | -          | 141        | 323        | 2          | 4          | 2          | .988       | -          | -          | -          | -          | -          | -          |
| 2015  | PHI   | 56         | 90         | 3          | 0          | 0          | 1.000      | 42         | 88         | 2          | 0          | 2          | 1.000      | 12         | 20         | 0          | 0          | 0          | 1.000      |
| 2015  | TOR   | 56         | 97         | 0          | 0          | 0          | 1.000      | 1          | 0          | 0          | 0          | 0          | ----       | -          | -          | -          | -          | -          | -          |
| '15計 | TOR   | 112        | 187        | 3          | 0          | 0          | 1.000      | 43         | 88         | 2          | 0          | 2          | 1.000      | 12         | 20         | 0          | 0          | 0          | 1.000      |
| 2016  | WSH   | 25         | 29         | 0          | 1          | 0          | .967       | 74         | 141        | 2          | 1          | 1          | .993       | -          | -          | -          | -          | -          | -          |
| 2017  | LAA   | 78         | 140        | 4          | 2          | 1          | .986       | 6          | 8          | 1          | 1          | 0          | .900       | -          | -          | -          | -          | -          | -          |
| MLB   | MLB   | 236        | 409        | 7          | 4          | 1          | .990       | 485        | 1119       | 18         | 15         | 9          | .987       | 103        | 205        | 6          | 0          | 2          | 1.000      |

- 2020年度シーズン終了時
- 各年度の太字はリーグ最高

### 記録
MiLB
- オールスター・フューチャーズゲーム選出：1回（2010年）

### 背番号
- 37（2010年 - 2011年途中）
- 11（2011年途中 - 2012年）
- 2（2013年 - 2015年途中）
- 7（2015年途中 - 同年終了）
- 9（2016年）
- 25（2017年）